# Nespolo (Latium)
Nespolo ist eine Gemeinde mit 195 Einwohnern (Stand 31. Dezember 2023) in der Provinz Rieti in der italienischen Region Latium.

## Geographie
Nespolo liegt 76 km nordöstlich von Rom und 51 km südöstlich von Rieti oberhalb des Lago di Turano und des Tals des Turano in den Sabiner Bergen. Das Gemeindegebiet erstreckt sich über eine Höhendifferenz von 730 bis 1131 Meter über Meereshöhe. Nespolo ist Mitglied der Comunità Montana del Turano.
Die Gemeinde befindet sich in der Erdbebenzone 2 (mittel gefährdet). Die Nachbargemeinden sind Carsoli (AQ) und Collalto Sabino.

## Verkehr
Nespolo liegt in 12 km Entfernung von der Autobahnauffahrt Carsoli an der A24 Strada dei  Parchi. Der nächste Bahnhof ist ebenfalls in Carsoli an der Bahnstrecke Rom - Avezzano in 10 km Entfernung.

## Geschichte
Nespolo wurde 1024 erstmals erwähnt.

## Bevölkerungsentwicklung
| Jahr      | 1861 | 1881 | 1901 | 1921 | 1936 | 1951 | 1971 | 1991 | 2001 |
| --------- | ---- | ---- | ---- | ---- | ---- | ---- | ---- | ---- | ---- |
| Einwohner | 704  | 704  | 744  | 766  | 674  | 604  | 421  | 283  | 224  |

Quelle: ISTAT

## Politik
Luigino Cavallari (Lista Civica: Futuro e Tradizione) wurde am 11. Juni 2017 zum Bürgermeister gewählt.

### Wappen
Das Wappen zeigt auf gespaltenem Schild den Ortspatron, den Hl. Sebastian und eine Mispel (italienisch = Nespolo), von welcher der Ort seinen Namen hat.